# Engebret Skogen
Engebret Engebretsen "Embret" Skogen (Løten, Hedmark, 20 d'agost de 1887 – Hamar, Hedmark, 4 de setembre de 1968) va ser un tirador noruec que va competir a començaments del segle xx. Fou avi del patinador de velocitat Dag Fornæss.
El 1912 va prendre part en els Jocs Olímpics d'Estocolm, on va disputar dues proves del programa de tir. Guanyà la medalla de bronze en la competició de rifle militar, 3 posicions i fou 31è en la de rifle lliure, 300 metres tres posicions.